# Jednostka regionalna Attyka Zachodnia
Jednostka regionalna Attyka Zachodnia (gr. Περιφερειακή ενότητα Δυτικής Αττικής) – jednostka administracyjna Grecji w regionie Attyka. Powołana do życia 1 stycznia 2011, liczy 164 tys. mieszkańców (2021).
W skład jednostki wchodzą gminy:
- Aspropirgos (2),
- Eleusis (1),
- Fili (5),
- Mandra-Idilia (3),
- Megara (4).